# Nieuw-Apostolische Kerk (Middelzeelaan, Sneek)
De Nieuw-Apostolische Kerk is een kerkgebouw in de wijk Stadsfenne van de stad Sneek.
Het kerkgebouw is in 1974 gebouwd en is in 1996 uitgebreid. Het gebouw is een ontwerp van W.C. van Asperen en biedt plaats aan 250 kerkgangers. In de kerk staat sinds 2007 een elektrisch orgel van het type Monarke Bach Sonate. De kerk aan de Johan Willem Frisostraat behoort tot dezelfde kerkgemeente.

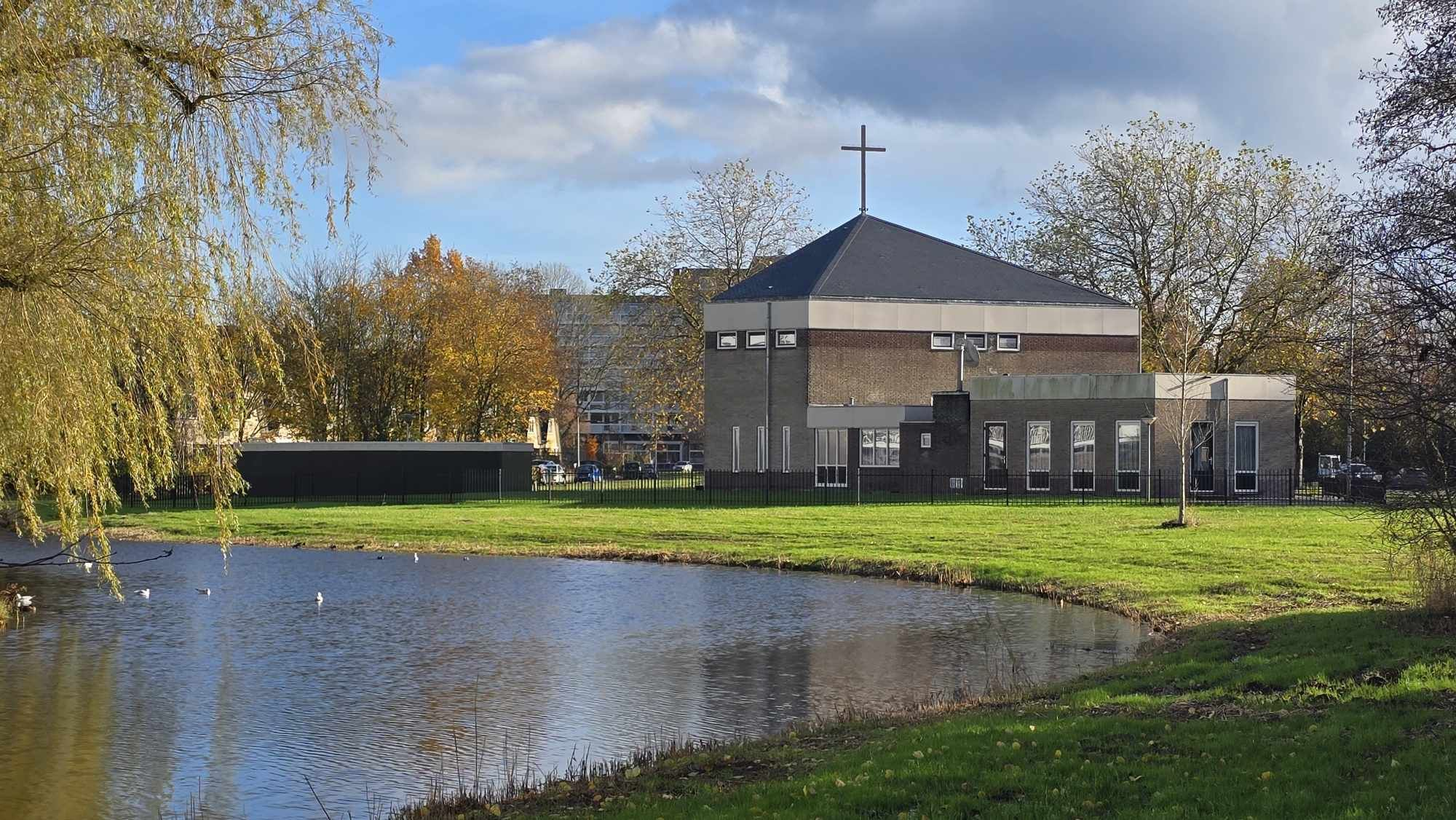
de kerk in 2024